# Ніпігон
Ніпігон — містечко в окрузі Тандер-Бей, північно-західному Онтаріо, Канада, розташоване вздовж західного берега річки Ніпігон і на південь від невеликого озера Хелен, що знаходиться між озерами Ніпігон і Верхнє. Озеро Ніпігон розташоване приблизно за 25 кілометрів (16 миль) на північ від Ніпігона. Розташований на широті 49,0125° пн.ш., Ніпігон є найпівнічнішою спільнотою на Великих озерах.
На честь цього міста названо кратер Ніпігон на Марсі .

## Географія
Ніпігон розташований на північний схід від Тандер-Бей, на південний захід від Джералдтона та Бердмора (обидва в муніципалітеті Грінстоун ), на захід від Марафону та на північний захід від Су-Сент-Марі́ .
Ніпігон оточений сосновими лісами.